# Pternandra
Pternandra là chi thực vật có hoa trong họ Mua.